# Накаряков, Михаил Александрович
Михаил Накаряков (1866 — 4 августа 1918, Соликамск, Пермская область) — священнослужитель Русской православной церкви.
Канонизирован в 2000 году в лике священномученика.

## Биография
Место рождения неизвестно.
Служил в Спасо-Преображенском соборе села (ныне города) Усолье третьим священником. Основным служением было требоисполнение: крещение новорождённых, венчание молодых, отпевание усопших, молебны о нуждах людей села и близлежащих селений. Был любим прихожанами за нестяжательный образ жизни. Прикладывал большие усилия для образования бедных детей из семей рабочих. Занимался сбором средств на подарки неимущим к праздникам.
20 июля (2 августа) 1918 года отец Михаил Накаряков как уважаемый и любимый народом священник был вызван в ЧК Усолья в связи с народными волнениями, которые начали распространяться, когда в храмах перестали совершать требы (крещения, венчания, отпевания). Виной всему стал арест правящего архиерея Пермской епархии архиепископа Пермского и Кунгурского Андроника (Никольского), который запретил служить, чтобы народ требовал освобождения духовенства из тюрем.
На приказ ЧК о требоисполнении для успокоения бунтующих отец Михаил ответил: «Я клятву давал перед Крестом при рукоположении — подчиняться своему архиерею. И пока он не отдаст распоряжения, я служить не буду. Отпустите его, и тогда я буду совершать требы». За отказ священник Михаил Накаряков был приговорён к казни.
Вечером 20 июля (2 августа) 1918 года, когда отца Михаила везли на расстрел, один из солдат шепнул священнику: «Батюшка, мы тебя везём расстреливать, а нам тебя жалко. Мы все помним тебя, ты нас учил, помогал семьям. Не можем мы тебя убить. Мы будем стрелять в воздух, а ты падай». — «Нет уж, что распорядились делать со мной ваши начальники, то и делайте», — ответил отец Михаил. Солдаты стреляли, но утром 21 июля (3 августа) обнаружилось, что священник был только ранен тремя пулями, но не убит. Тогда было решено везти священника Михаила в тюрьму города Соликамска, причём по дороге солдаты остановились в одном селе и просили спрятать отца Михаила или хотя бы перевязать ему раны, но никто из крестьян не решился помочь, и даже местный священник отказался предоставить приют собрату, предав его из страха перед новой властью. Только одна женщина напоила раненого парным молоком, но оставить его у себя отказалась и она. Священник Михаил Накаряков был доставлен в тюрьму.
22 июля (4 августа) 1918 года священника Михаила Накарякова вывели во двор и там забили ударами прикладов по голове, после чего, привязав к телу священника камень, сбросили в реку Усолку.

## Почитание и общецерковная канонизация
Почитание священника Михаила Накарякова как святого мученика началось с епископа Феофана (Ильменского), который после убийства архиепископа Андроника (Никольского) возглавил Пермскую епархию. Епископ Феофан (Ильменский) совершил в Перми всенощную службу, на которой поминал отца Михаила священномучеником: «о котором не только мы молимся, но и он молится о нас перед Богом».
Для общецерковного почитания священник Михаил Накаряков был причислен к лику святых новомучеников и исповедников Российских на Юбилейном Архиерейском соборе Русской православной церкви в августе 2000 года.
Священник Михаил Накаряков является небесным покровителем Спасо-Преображенского женского монастыря города Усолье Пермской епархии.